# Adam et Yves
Pour plus de détails, voir Fiche technique et Distribution.
Adam et Yves ou Adam and Yves est un film pornographique gay américain réalisé par Peter de Rome sorti en 1974.

## Synopsis
À Paris, un Français, Yves, est un adepte de rencontres sans lendemain avec d'autres hommes. Un jour, il remarque un bel Américain. Il le suit jusque chez lui. L'Américain lui ouvre, et ils ont un rapport sexuel. Ils parlent mais Yves se fait une règle de ne pas connaître le prénom de son partenaire. Chacun raconte à l'autre ses expériences sexuelles avec d'autres hommes. Adam commence à s'attacher à Yves.

## Fiche technique
- Réalisation : Peter de Rome
- Scénario : Peter de Rome
- Photographie : Jack Deveau
- Montage : Peter de Rome
- Musique : David Earnest
- Producteur : Jack Deveau
- Société de production : Hand in Hand Films
- Sociétés de distribution : Hand in Hand Films
- Langues : anglais, français
- Format : Couleur - 1.33 : 1 - Format 35 mm - son monophonique
- Genre : Film pornographique
- Durée : 90 minutes
- Dates de sortie : 1974  États-Unis

## Distribution
- Michael Hardwick : Adam
- Marcus Giovanni : Yves
- Kirk Luna : Bud
- Bill Eld : Narcissus (as Bill Young)
- Jack Deveau : Jacques

## Commentaires
Adam & Yves est le premier long métrage réalisé par Peter de Rome, après plusieurs courts métrages,. Il s'inspire pour certains éléments de l'intrigue du film Le Dernier Tango à Paris de Bernardo Bertolucci (1972) et fait allusion aux films de Jean Cocteau.
Le film est connu pour être le dernier dans lequel apparaît l'actrice Greta Garbo, que le réalisateur avait filmée à son insu en train de se promener à New York,,. « Pas de quoi en faire un foin : c’est filmé de loin, ça tient plus de l’anecdote marrante et inattendue. »
L'acteur Michael Hardwick donnera son nom à un arrêt rendu par la Cour suprême des États-Unis (Bowers v. Hardwick) quand il défiera la criminalisation des actes homosexuels accomplis entre adultes consentants en privé. Hardwick perdra, la décision considérant cette criminalisation comme constitutionnelle, mais elle reconnaît aussi la discrimination, et cet arrêt sera cassé en 2003.

## Distinctions
- Grabby Awards 2006 : nomination pour la meilleure vidéo classique[8]